# Parafia Najświętszej Maryi Panny Szkaplerznej w Dąbrowie Tarnowskiej
Parafia Najświętszej Maryi Panny Szkaplerznej w Dąbrowie Tarnowskiej – rzymskokatolicka parafia w Dąbrowie Tarnowskiej, położona jest w dekanacie Dąbrowa Tarnowska.
Terytorium parafii obejmuje Dąbrowę Tarnowską, Gruszów Mały i Oleśnicę.

## Historia
Pierwszy kościół drewniany wzmiankowany jest już w 1430 roku. W 1612 na jego miejscu wzniesiono kolejny, również drewniany, który przetrwał do XVIII wieku. Następny wybudowano w latach 1776–1780 z fundacji Kajetana Potockiego, kanonika krakowskiego i parafian dąbrowskich. Konsekracji świątyni dokonał w 1824 r. bp Grzegorz Ziegler. W skład jego wyposażenia wchodzą ołtarze z XVIII wieku. Ten drewniany kościół pełnił funkcję kościoła parafialnego do 1965 roku. Obecny kościół parafialny pw. Najświętszej Maryi Panny Szkaplerznej zbudowano w latach 1948–1965 według projektu Zbigniewa Wzorka pod kierunkiem Piotra Marka. Został on konsekrowany 16 maja 1965 r. przez biskupa tarnowskiego Jerzego Ablewicza.
Parafia NMP Szkaplerznej liczy około 11 tys. wiernych. Obecnym proboszczem jest ks. mgr Stanisław Cyran.

## Proboszczowie
- Janko
- Stanisław
- Feliks Ligęza - ok. 1524-1560
- Przedbór z Koniecpola - po 1560
- Mikołaj Koniecpolski - przed 1586
- Marcin Wiliam - ok. 1604-1632
- Seweryn Rafałowicz - 1632-1643
- Stanisław Wojeński - 1643-1666
- Krzysztof Strojnowski - 1666-1684
- Kazimierz Bielecki - 1684-1704
- Franciszek Biegański - 1704-1709
- Franciszek Solary (Solarius) - 1709-1715
- Paweł Lubowiński - 1715-1721
- Zygmunt Jurmanowicz - 1721-1729
- Franciszek Domaniewski - 1729-1751
- Antoni Bełdowski - 1752-1763
- Józef Rej - 1763-1776
- Kajetan Potocki - 1776-1793
- Feliks Kuczkowski - 1799-1820
- Paweł Bogusz - 1820-1845
- Jan Kitrys - 1845-1846
- Medard Meronowicz - 1847
- Jan Pitoń - 1848-1873
- Ludwik Kozik - 1873-1904
- Andrzej Konieczny - 1904-1917
- Franciszek Słowiński - 1917-1947
- Władysław Jakubiak - 1947-1980
- Józef Poremba - 1980-2008
- Stanisław Cyran - od 2008